# ناصر قديورة (لاعب كرة قدم)
ناصر قديورة هو لاعب كرة قدم جزائري في مركز الهجوم، ولد في 4 نوفمبر 1954 في مدينة الجزائر في الجزائر. لعب مع اتحاد الجزائر.

## وصلات خارجية
- ناصر قديورة (لاعب كرة قدم) على موقع قاعدة بيانات كرة القدم.إي يو (الإنجليزية)